# Руфф, Гарри Вильгельмович
Га́рри Вильге́льмович Руфф (нем. Harry Ruff; 4 марта 1931, Озёровка) — заслуженный художник Украины, этнический немец, член Международного союза художников за мир. Заслуженный художник Украины (2004).

## Биография
Родился в семье немецких учителей.
В 1941 году семья художника была репрессирована по национальному признаку и выслана в Сибирь, где находилась на спецпоселении до 1956 года. Там Гарри получает первые уроки живописи, общаясь с сибирскими художниками и теми, которые находились в ссылке. В 19 лет он уже работает художником в драматическом театре города Ленинск-Кузнецкий (Сибирь).
Молодой Гарри учился в Иркутском художественно-декоративном училище. В становлении Руффа, как художника, сыграла большую роль ссыльная художница Ирма Герц, преподаватель института им. Сурикова, а также сибирские художники П. И. Захаров и В. А. Смотров.
В 1959 году Гарри Руфф вернулся на Украину, где создавал декорации к спектаклям «Оптимистическая трагедия», «Когда цветет акация», «Страшный суд». Работал художником передвижного московского цирка «Шапито» № 14, и работает художником-оформителем в Макеевке. В то же время он принимает активное участие в творческих выставках «Общества художников Сибири».
Тридцать три года Гарри Руфф проработал художником-оформителем прокатного цеха № 2 «Макеевского металлургического комбината».

## Творчество
Гарри Руфф работает в жанре станковой живописи. С 60-х годов активно участвует в многочисленных региональных, республиканских и международных выставках и творческих группах. Более 10 лет он является одним из самых популярных референтов Совета немцев Украины на семинарах и пленерах художников, учит детей и молодежь живописи.
С 2014 при поддержке Совета немцев Украины и Лютеранского кафедрального собора Святого Павла Гарри Руфф работает над серией картин «Кирхи Украины» к 500-летию Реформации.
Участник Международных выставок:
- Дни культуры Украины в России (2002 г.);
- Выставка художников Украины на Паралимпийских играх 2004 году в Греции;
- Выставка художников Украины в Хорватии (2005 г.);
- Выставка художников-инвалидов Украины и Германии в г. Мюнхен «Перспектива» (2008 г.);
- Международная выставка живописи художников за мир под название «Кто может дать нам мир?» (2015 г.).

## Награды
В декабре 2004 году Гарри Руффу присвоено почетное звание «Заслуженный художник Украины».
В 2005 году он становится членом Национального союза художников Украины.
В декабре 2010 года награждён государственной наградой — орденом «За заслуги» III степени.
За добросовестный труд награждён: Почетной грамотой Кабинета Министров Украины (2003 г.), Почетными грамотами Министерства культуры Украины, Совета национальностей Украины, Министерства культуры АР Крым, дипломами Министерства труда и социальной политики Украины, благодарственными листами Верховной Рады Украины, посольств Германии и Греции на Украине.
В августе 2005 он получил Почетный знак «За заслуги перед городом». В марте 2006 художнику присвоено звание «Почетный гражданин города Макеевки».
В 2015 в Брюсселе (Бельгия) Гарри Руфф был принят в Международный союз художников за мир и отмечен наградой Европарламента «Золотая кисть мира». В ближайших планах Гарри Руффа — подготовить работу «За мир», посвящённую событиям на Востоке Украины.
Гарри Руффа по праву можно считать одним из лучших художников Украины немецкого происхождения, ведь достойно представляет немецкую общественность не только на Украине, но и в мире.
Работы Гарри Руффа украшают экспозиции музеев Украины и частные коллекции в Австрии, Белоруссии, Великобритании, Германии, Греции, Израиле, Канаде, Китае, России, Хорватии и США.